# بيتر ويليس
بيتر ويليس (بالإنجليزية: Peter Willis)‏ هو حكم كرة قدم ولاعب كرة قدم بريطاني، ولد في 26 أكتوبر 1937 في نيوفيلد ‏ في المملكة المتحدة. لعب مع تولو تاون ‏.